# Andrejs Kostjuks
Andrejs Kostjuks (né le 17 février 1988) est un joueur de football letton.

## Clubs
- 2004 - 2005 :  Skonto Riga
- 2005 - 2009 :  Olimps Riga
- 2009 :  Neuchâtel Xamax
- 2009 -  :  Skonto Riga